# Gaceta de Galicia
Gaceta de Galicia fue un periódico español que se editó en Santiago de Compostela (España) durante la Restauración entre 1879 y 1918.

## Historia
El diario nació el 1 de enero de 1879, como continuación de El Diario de Santiago, con Manuel Bibiano Fernández como propietario y primer director. Fue un diario de orientación política liberal vinculado a Eugenio Montero Ríos. En 1887 la dirección pasó a Joaquín Arias Sanjurjo y al año siguiente a Manuel Álvarez Uzal. Desde el 30 de diciembre de 1892 ejerció como director Antonio Fernández Tafall. Aunque el diario cerró en octubre de 1915, reapareció al febrero siguiente, fusionado con Voz del Pueblo. El último director fue Francisco Vázquez Enríquez y en su última época colaboró con sus artículos Valentín Paz-Andrade. Desapareció definitivamente el 30 de noviembre de 1918. Sería sustituido por el El Noticiero Gallego.